# NGC 1469
NGC 1469 је елиптична галаксија у сазвежђу Жирафа која се налази на NGC листи објеката дубоког неба.
Деклинација објекта је + 68° 34' 39" а ректасцензија 4h 0m 27,8s. Привидна величина (магнитуда) објекта NGC 1469 износи 13,2 а фотографска магнитуда 14,2. NGC 1469 је још познат и под ознакама UGC 2909, MCG 11-5-4, CGCG 305-3, PGC 14261.